# یوروپاتورم
یوروپاتورم، (به آلمانی: Europaturm) (برج اروپا) برجی به ارتفاع ۳۳۷٫۵ متر در شهر فرانکفورت، آلمان مستقر می‌باشد.